# Solanum sect. Crinitum
Solanum sect.Crinitum, es una sección del género Solanum. Incluye las siguientes especies.

## Especies
- Solanum acanthodes
- Solanum adenobasis M. Nee & Farruggia
- Solanum altissimum
- Solanum angustifolium Mill.
- Solanum citrullifolium A. Braun
- Solanum cornutum Lam.
- Solanum crinitum Lam.
- Solanum cyathophorum
- Solanum cyananthum Dunal
- Solanum falciforme
- Solanum gomphodes
- Solanum grandiflorum Ruiz & Pav.
- Solanum heterodoxum Dunal
- Solanum kioniotrichum
- Solanum lycocarpum A. St.-Hil.
- Solanum mitlense Dunal
- Solanum pseudosycophanta
- Solanum rostratum Dunal
- Solanum sisymbriifolium Lam. (
- Solanum sycophanta Dunal
- Solanum urticans Dunal
- Solanum wrightii Benth.